# Pânfilo (mitologia)
Pânfilo, um filho de Egímio e irmão de Dimas, foi rei dos Dórios ao pé de monte Pindo, e juntamente com os Heráclidas invadiu Peloponeso.
Segundo Apolodoro, os filhos de Egímio, Pânfilo e Dimas, morreram na batalha em que os heráclidas derrotaram Tisâmeno, filho de Orestes.
Segundo Pausânias, Orsóbia, filha de Deifontes e Hyrnetho, filha de Temeno, se casou com Pânfilo, filho de Egímio.
Sessenta anos após a morte de Clístenes, tirano de Sicião, os sicionianos mudaram de novo os nomes de suas tribos (das quatro tribos, os nomes que Clístenes havia dado para as três tribos que não eram a sua eram ofensivos), sendo uma delas chamada de Panfilianos (Pamphyloi); duas das outras tribos também faziam alusão aos invasores dóricos: Hylleis e Dymanatai, sendo a quarta uma alusão a Egialeu, filho de Adrasto, Aigialeis.